# Пакистанска уставна криза 2022.
Пакистанска уставна криза 2022. године је настала у Пакистану када је 3. априла 2022. заменик председника Народне скупштине Касим Кан Сури одбацио захтев за изгласавање неповерења премијеру Имрану Кан током седнице на којој се очекивало да буде узета на гласање. Ово је створило уставну кризу, јер је ефективно Имран Кан предводио уставни удар да би остао на власти.